# Liste der Kulturdenkmäler in Meißner
Die folgende Liste enthält die in der Denkmaltopographie ausgewiesenen Kulturdenkmäler auf dem Gebiet  der Gemeinde Meißner, Werra-Meißner-Kreis, Hessen.
Hinweis: Die Reihenfolge der Denkmäler in dieser Liste orientiert sich zunächst an Ortsteilen und anschließend der Anschrift, alternativ ist sie auch nach der Bezeichnung, der vom Landesamt für Denkmalpflege vergebenen Nummer oder der Bauzeit sortierbar.
Kulturdenkmäler werden fortlaufend im Denkmalverzeichnis des Landes Hessen durch das Landesamt für Denkmalpflege Hessen auf Basis des Hessischen Denkmalschutzgesetzes (HDSchG) geführt. Die Schutzwürdigkeit eines Kulturdenkmals hängt nicht von der Eintragung in das Denkmalverzeichnis des Landes Hessen oder der Veröffentlichung in der Denkmaltopographie ab.

Das Vorhandensein oder Fehlen eines Objekts in dieser Liste ist keine rechtsverbindliche Auskunft darüber, ob es Kulturdenkmal ist oder nicht: Diese Liste entspricht möglicherweise nicht dem aktuellen Stand der offiziellen Denkmaltopographie. Diese ist für Hessen in den entsprechenden Bänden der Denkmaltopographie Bundesrepublik Deutschland und im Internet unter DenkXweb – Kulturdenkmäler in Hessen einsehbar. Auch diese Quellen sind, obwohl sie durch das Landesamt für Denkmalpflege Hessen aktualisiert werden, nicht immer aktuell, da es im Denkmalbestand immer wieder Änderungen gibt.
Eine verbindliche Auskunft erteilt allein das Landesamt für Denkmalpflege Hessen.
Nutze diese Kartenansicht, um Koordinaten in der Liste zu setzen. In dieser Kartenansicht sind Kulturdenkmale ohne Koordinaten mit einem roten bzw. orangen Marker dargestellt und können in der Karte gesetzt werden. Kulturdenkmale ohne Bild sind mit einem blauen bzw. roten Marker gekennzeichnet, Kulturdenkmale mit Bild mit einem grünen bzw. orangen Marker.

## Kulturdenkmale nach Ortsteilen

### Abterode
| Bild                                | Bezeichnung                          | Lage                                             | Beschreibung | Bauzeit | Objekt-Nr. |
| ----------------------------------- | ------------------------------------ | ------------------------------------------------ | ------------ | ------- | ---------- |
| Gesamtanlage                        | Gesamtanlage                         | Abterode Lage                                    |              |         | 38265 DDB  |
| weitere Bilder                      | Grube Gustav, jetzt Besucherbergwerk | Auf dem Iberge LageFlur: 3, Flurstück: 189, 20/1 |              |         | 39263 DDB  |
| weitere Bilder                      | Jüdischer Friedhof                   | Auf dem Rehberge LageFlur: 11, Flurstück: 90     |              |         | 38266 DDB  |
| weitere Bilder                      | Evangelische Kirche                  | Bei der Kirche LageFlur: 6, Flurstück: 33        |              |         | 38271 DDB  |
| Wohnhaus                            | Wohnhaus                             | Bei der Kirche 1 LageFlur: 6, Flurstück: 25/1    |              |         | 38268 DDB  |
| Gewölbekeller des ehem. Pfarrhauses | Gewölbekeller des ehem. Pfarrhauses  | Bei der Kirche 7 LageFlur: 6, Flurstück: 59/6    |              |         | 955017 DDB |
| Bild gesucht BW                     | Wohnhaus mit Scheune                 | Bei der Kirche 8 LageFlur: 6, Flurstück: 31/1    |              | Um 1800 | 38269 DDB  |
| Bild gesucht BW                     | Wohnhaus                             | Bei der Kirche 12 LageFlur: 6, Flurstück: 38/2   |              | 1739    | 38270 DDB  |
| Bild gesucht BW                     | Wohnhaus                             | Bergfreiheit 4 LageFlur: 7, Flurstück: 103/1     |              |         | 38272 DDB  |
| Bild gesucht BW                     | Hofanlage                            | Bergfreiheit 5 LageFlur: 7, Flurstück: 72/3      |              |         | 38273 DDB  |
| Bild gesucht BW                     | Fachwerkwohnhaus                     | Bergfreiheit 13 LageFlur: 7, Flurstück: 80/1     |              |         | 38274 DDB  |
| Wohnhaus                            | Wohnhaus                             | Borngasse 6 LageFlur: 6, Flurstück: 103/2        |              |         | 38275 DDB  |
| Wohnhaus                            | Wohnhaus                             | Brauhausstraße 3 LageFlur: 6, Flurstück: 138/7   |              | Um 1680 | 38276 DDB  |
| Bild gesucht BW                     | Wohnhaus                             | Brauhausstraße 7 LageFlur: 6, Flurstück: 135/8   |              | Um 1650 | 38277 DDB  |
| Bild gesucht BW                     | Wohnhaus                             | Brauhausstraße 19 LageFlur: 6, Flurstück: 114/3  |              |         | 38278 DDB  |
| Bild gesucht BW                     | Dreiseitige Hofanlage                | Hinterweg 1 LageFlur: 7, Flurstück: 108/3        |              |         | 38279 DDB  |
| Bild gesucht BW                     | Wohnhaus                             | Hinterweg 7 LageFlur: 7, Flurstück: 118/2        |              |         | 38280 DDB  |
| Wohnhaus                            | Wohnhaus                             | Hinterweg 10 LageFlur: 6, Flurstück: 144/9       |              |         | 38281 DDB  |
| Bild gesucht BW                     | Wohnhaus                             | Kupfergasse 1 LageFlur: 5, Flurstück: 100/2      |              |         | 38283 DDB  |
| Bild gesucht BW                     |                                      | Kupfergasse 2 LageFlur: 7, Flurstück: 15/13      |              |         | 38284 DDB  |
| Bild gesucht BW                     | Dammühle                             | Kupfergasse 19a LageFlur: 4, Flurstück: 42/7     |              |         | 38267 DDB  |
| weitere Bilder                      | Kirchenruine                         | Oberkirche LageFlur: 4, Flurstück: 184/1         |              |         | 38295 DDB  |
| Bild gesucht BW                     | Wohnhaus                             | Sand 2 LageFlur: 5, Flurstück: 43/5              |              | Um 1820 | 38282 DDB  |
| Bild gesucht BW                     | Wohnhaus                             | Sand 4 LageFlur: 5, Flurstück: 39                |              | Um 1800 | 38285 DDB  |
| Wohnhaus                            | Wohnhaus                             | Sand 6 LageFlur: 11, Flurstück: 56/11            |              |         | 38286 DDB  |
| Wohnhaus                            | Wohnhaus                             | Schloßrain 12 LageFlur: 6, Flurstück: 69/1       |              |         | 38287 DDB  |
| Bild gesucht BW                     | Wohnhaus                             | Steinweg 16 LageFlur: 5, Flurstück: 25/11        |              |         | 38288 DDB  |
| Bild gesucht BW                     | Wohnhaus                             | Steinweg 28 LageFlur: 7, Flurstück: 20/2         |              | Um 1680 | 38289 DDB  |
| Bild gesucht BW                     | Wohnhaus                             | Steinweg 30 LageFlur: 7, Flurstück: 21           |              | Um 1800 | 38290 DDB  |
| Bild gesucht BW                     |                                      | Steinweg 32 LageFlur: 6, Flurstück: 22           |              |         | 38291 DDB  |
| Bild gesucht BW                     | Wohnhaus                             | Steinweg 34 LageFlur: 7, Flurstück: 24/3         |              |         | 38292 DDB  |
| Ehemaliges jüdisches Schulhaus      | Ehemaliges jüdisches Schulhaus       | Steinweg 49 LageFlur: 5, Flurstück: 83/5         |              |         | 38293 DDB  |
| Bild gesucht BW                     | Wohnhaus                             | Steinweg 59 LageFlur: 7, Flurstück: 13/1         |              |         | 38294 DDB  |
| weitere Bilder                      | ehem. Synagoge                       | Vorderweg 1 LageFlur: 6, Flurstück: 2/4          |              |         | 38296 DDB  |
| Wohnhaus                            | Wohnhaus                             | Vorderweg 4 LageFlur: 6, Flurstück: 19/1         |              | 1780    | 38297 DDB  |
| Bild gesucht BW                     | Wohnhaus                             | Vorderweg 6 LageFlur: 6, Flurstück: 61/3         |              |         | 38298 DDB  |

### Alberode
| Bild            | Bezeichnung               | Lage | Beschreibung            | Bauzeit | Objekt-Nr. |
| --------------- | ------------------------- | --- | ----------------------- | ------- | ---------- |
| Bild gesucht BW | Gut Mönchhof              | Außerhalb Ortslage LageFlur: 4, Flurstück: 30/4, 34/1, 51/1, 53, 58/1, 601, 61/1, 61/2, 62, 64/1, 72/1, 73/3, 73/4, 79/1, 84/1, 84/2, 87/3, 90/3, 94/5 | Sachgesamtheit Mönchhof |         | 38300 DDB  |
| Bild gesucht BW | Wohnhaus                  | In der Gasse 4 LageFlur: 2, Flurstück: 70/1 |                         | Um 1750 | 38301 DDB  |
| Bild gesucht BW | Evangelische Kirche       | Kombergstraße, Kombergstraße 12 LageFlur: 2, Flurstück: 57/2, 59/2                                                                                     |                         |         | 38302 DDB  |
| Bild gesucht BW | Giebelständiger Streckhof | Kombergstraße 11 LageFlur: 2, Flurstück: 45/2 |                         | Um 1730 | 38303 DDB  |
| Bild gesucht BW | Backhaus                  | Kombergstraße 15 LageFlur: 2, Flurstück: 39/1 |                         |         | 38305 DDB  |
| Bild gesucht BW | Hakenförmige Hofanlage    | Kombergstraße 19 LageFlur: 2, Flurstück: 28/3 |                         | Um 1780 | 38304 DDB  |
| Bild gesucht BW | Fachwerkwohnhaus          | Kombergstraße 22 LageFlur: 2, Flurstück: 17/2 |                         |         | 38306 DDB  |
| Bild gesucht BW | Wohnhaus                  | Kombergstraße 24 LageFlur: 2, Flurstück: 18/3 |                         |         | 38307 DDB  |

### Germerode
| Bild                                    | Bezeichnung                                  | Lage | Beschreibung | Bauzeit | Objekt-Nr. |
| --------------------------------------- | -------------------------------------------- | --- | ------------ | ------- | ---------- |
| Bild gesucht BW                         | Fachwerkwohnhaus                             | Alter Weg 2 LageFlur: 15, Flurstück: 19/4                                                                                          |              |         | 38310 DDB  |
| Anger                                   | Anger                                        | Am Anger LageFlur: 15, Flurstück: 156/71                                                                                           |              |         | 38315 DDB  |
| weitere Bilder                          | Sachgesamtheit Klosteranlage                 | Auf der Freiheit, Klosterfreiheit 36, 34, 24, Klosterfreiheit LageFlur: 18, Flurstück: 11/14, 12/1, 13/29, 13/33, 17/3, 18/4, 20/3 |              |         | 765686 DDB |
| Bild gesucht BW                         | Fachwerkhaus                                 | Im Rasen 4 LageFlur: 16, Flurstück: 113/19, 18                                                                                     |              |         | 38311 DDB  |
| Wohnhaus                                | Wohnhaus                                     | Klosterfreiheit 13 LageFlur: 17, Flurstück: 102/19                                                                                 |              |         | 38312 DDB  |
| Bild gesucht BW                         | Wohnhaus                                     | Klosterfreiheit 21 LageFlur: 17, Flurstück: 49/7                                                                                   |              |         | 38313 DDB  |
| Direkt Bild zu diesem Denkmal hochladen | Grenzstein (Justizamts- und Gerichtsgrenzen) | Schirrhainswand, Über der Hölle, Raupenwiese, Im Wiesngrund, Eichholz Flur: 22, Flurstück: 1/1                                     |              |         | 39297 DDB  |
| Direkt Bild zu diesem Denkmal hochladen | Wegweiser 2 (Verkehrsmal)                    | Schirrhainswand, Über der Hölle, Raupenwiese, Im Wiesngrund, Eichholz Flur: 22, Flurstück: 1/1                                     |              |         | 39299 DDB  |
| Direkt Bild zu diesem Denkmal hochladen | Wegweiser 1                                  | Verkehrsmale |              |         | 39298 DDB  |
| Bild gesucht BW                         | Hakenhof                                     | Vierbacher Straße 7 LageFlur: 15, Flurstück: 62/2                                                                                  |              |         | 38318 DDB  |
| Bild gesucht BW                         | Zweiseitige Hofanlage                        | Vierbacher Straße 12 LageFlur: 15, Flurstück: 76/2                                                                                 |              |         | 38317 DDB  |
| Bild gesucht BW                         | Wohnhaus                                     | Vierbacher Straße 17 LageFlur: 15, Flurstück: 53/7                                                                                 |              |         | 38319 DDB  |
| Bild gesucht BW                         | Wohnhaus                                     | Vierbacher Straße 19 LageFlur: 15, Flurstück: 48/4                                                                                 |              |         | 38320 DDB  |
| Wohnhaus                                | Wohnhaus                                     | Vierbacher Straße 20 LageFlur: 15, Flurstück: 88/6                                                                                 |              |         | 38321 DDB  |
| Bild gesucht BW                         | Pfarrhaus                                    | Vierbacher Straße 48 LageFlur: 16, Flurstück: 75/5                                                                                 |              |         | 38322 DDB  |
| Bild gesucht BW                         | Wohnhaus                                     | Vierbacher Straße 66 LageFlur: 16, Flurstück: 39/2                                                                                 |              |         | 38323 DDB  |
| Fachwerkwohnhaus                        | Fachwerkwohnhaus                             | Vierbacher Straße 68 LageFlur: 16, Flurstück: 38/7                                                                                 |              | Um 1800 | 39264 DDB  |
| Bild gesucht BW                         | Jagdhaus mit Remise                          | Vor dem Liesenholz, Im Teiche 3 LageFlur: 13, Flurstück: 26/1, 45                                                                  |              |         | 38309 DDB  |

### Vockerode
| Bild                                                            | Bezeichnung                                                                       | Lage                                                                        | Beschreibung | Bauzeit | Objekt-Nr. |
| --------------------------------------------------------------- | --------------------------------------------------------------------------------- | --------------------------------------------------------------------------- | --- | ------- | ---------- |
| Bild gesucht BW                                                 | Gesamtanlage Vockerode                                                            | Ortslage, Gesamtanlage Lage                                                 | |         | 38325 DDB  |
| Bild gesucht BW                                                 | Brücke über den Steinbach                                                         | Am Schwarzen Wasser, Am Sälzerweg LageFlur: 21, 22, Flurstück: 35/5, 4/1    | |         | 955951 DDB |
| Bild gesucht BW                                                 | Grenzstein                                                                        | Brand, Winkelrain LageFlur: 25, Flurstück: 69/61                            | |         | 39249 DDB  |
| Bild gesucht BW                                                 | Hofanlage                                                                         | Fettgasse 1 LageFlur: 15, Flurstück: 46/1                                   | |         | 38330 DDB  |
| Bild gesucht BW                                                 | Wohnhaus                                                                          | Fettgasse 5 LageFlur: 15, Flurstück: 51                                     | |         | 38331 DDB  |
| Direkt Bild zu diesem Denkmal hochladen                         | Gedenkstein                                                                       | Gedenk- und Sühnesteine                                                     | Inschrift: 1877 |         | 39302 DDB  |
| Bild gesucht BW                                                 | Anger                                                                             | Germeröder Straße LageFlur: 14, Flurstück: 58/14                            | |         | 38329 DDB  |
| Bild gesucht BW                                                 | Wohnhaus                                                                          | Germeröder Straße 4 LageFlur: 15, Flurstück: 39/1                           | | Um 1780 | 38333 DDB  |
| Bild gesucht BW                                                 | Wohnhaus                                                                          | Germeröder Straße 6 LageFlur: 15, Flurstück: 41/1                           | |         | 38334 DDB  |
| Schwalbenthaler Neuer Erbstollen mit Entwässerung und Kipphalde | Schwalbenthaler Neuer Erbstollen mit Entwässerung und Kipphalde                   | Grube Schwalbenthal, Am Sälzerweg LageFlur: 21, Flurstück: 30/2, 30/3, 35/5 | In den Scheitelstein des Stollenportals wurden die wichtigsten Daten eingraviert: Angesetzt 1628 - Durch Feuer verlassen 1780 - Wieder aufgewältigt 1800 - Ausgemauert 1820. |         | 955948 DDB |
| Bild gesucht BW                                                 | Karlstollen mit Entwässerung und ehem. Schwalbenthaler Wasserfall                 | Grube Schwalbenthal, Am Sälzerweg LageFlur: 21, Flurstück: 30/2, 30/3, 35/5 | |         | 38326 DDB  |
| Bild gesucht BW                                                 | Haus Halde mit Keller                                                             | Grube Schwalbenthal LageFlur: 21, Flurstück: 30/2, 30/3                     | |         | 955947 DDB |
| Bild gesucht BW                                                 | Wohnhaus                                                                          | Im Siechen 2 LageFlur: 13, Flurstück: 88/6                                  | |         | 38336 DDB  |
| Direkt Bild zu diesem Denkmal hochladen                         | 4 Grenzsteine                                                                     | Jostenswiese Flur: 25, Flurstück: 44/1                                      | |         | 39257 DDB  |
| Bild gesucht BW                                                 | Friedhof Schwalbenthal                                                            | Kälberhöfchen LageFlur: 21, Flurstück: 44                                   | |         | 955946 DDB |
| Bild gesucht BW                                                 | Wohnhaus                                                                          | Kirchstraße 4 LageFlur: 14, Flurstück: 76/4                                 | |         | 38335 DDB  |
| weitere Bilder                                                  | Evangelische Kirche                                                               | Kirchstraße 6 LageFlur: 14, Flurstück: 75/1                                 | |         | 38337 DDB  |
| Wohnhaus                                                        | Wohnhaus                                                                          | Kirchstraße 7 LageFlur: 14, Flurstück: 102/2                                | |         | 38338 DDB  |
| Bild gesucht BW                                                 | Wohnhaus                                                                          | Kirchstraße 10 LageFlur: 14, Flurstück: 61/2                                | |         | 38339 DDB  |
| Bild gesucht BW                                                 | Wohnhaus                                                                          | Kirchstraße 17 LageFlur: 14, Flurstück: 114/1                               | |         | 38340 DDB  |
| Bild gesucht BW                                                 | Wohnhaus                                                                          | Kirchstraße 25 LageFlur: 14, Flurstück: 126/4                               | |         | 38341 DDB  |
| Direkt Bild zu diesem Denkmal hochladen                         | 28 Grenzsteine                                                                    | Rotenburger Quart                                                           | Inschrift: HC/HR 1740 |         | 39256 DDB  |
| Bild gesucht BW                                                 | Hülfsstollen mit Kipp- und Verladehalde                                           | Schwalbenthal LageFlur: 21, Flurstück: 109/20, 11/5                         | |         | 955950 DDB |
| Bild gesucht BW                                                 | Haus Schwalbenthal mit Gartenterrasse und Keudellbrunnen                          | Schwalbenthal 1, Schwalbenthal LageFlur: 21, Flurstück: 11/5, 18/2, 89/12   | |         | 38327 DDB  |
| Mühle                                                           | Mühle                                                                             | Schwalbenthaler Straße 5 LageFlur: 13, Flurstück: 68/11                     | | 1755    | 38342 DDB  |
| Bild gesucht BW                                                 | Tagelöhnerhaus                                                                    | Schwalbenthaler Straße 8 LageFlur: 13, Flurstück: 52/2                      | |         | 38343 DDB  |
| Bild gesucht BW                                                 | Hofanlage                                                                         | Schwalbenthaler Straße 11 LageFlur: 13, Flurstück: 64/5                     | |         | 38344 DDB  |
| Bild gesucht BW                                                 | Wohnhaus                                                                          | Schwalbenthaler Str. 13 LageFlur: 14, Flurstück: 81                         | |         | 38345 DDB  |
| Bild gesucht BW                                                 | Dreiseitige Hofanlage                                                             | Schwalbenthaler Straße 17/19 LageFlur: 14, Flurstück: 85/1                  | | Um 1800 | 38346 DDB  |
| Wohnhaus                                                        | Wohnhaus                                                                          | Schwalbenthaler Straße 20 LageFlur: 14, Flurstück: 10/2                     | |         | 38347 DDB  |
| Bild gesucht BW                                                 | Hofanlage                                                                         | Schwalbenthaler Straße 22 LageFlur: 14, Flurstück: 11/2                     | |         | 38348 DDB  |
| Bild gesucht BW                                                 | Wohnhaus                                                                          | Schwalbenthaler Straße 24 LageFlur: 14, Flurstück: 18/2                     | |         | 38349 DDB  |
| Bild gesucht BW                                                 | Wohnhaus                                                                          | Schwalbenthaler Straße 25 LageFlur: 14, Flurstück: 77/3                     | |         | 38350 DDB  |
| Bild gesucht BW                                                 | Hofanlage                                                                         | Schwalbenthaler Straße 26/28 LageFlur: 14, Flurstück: 21/2, 21/3            | |         | 38351 DDB  |
| Bild gesucht BW                                                 | Wohnhaus                                                                          | Schwalbenthaler Straße 30 LageFlur: 14, Flurstück: 26/1                     | |         | 38353 DDB  |
| Bild gesucht BW                                                 | Fachwerkwohnhaus                                                                  | Schwalbenthaler Straße 31 LageFlur: 14, Flurstück: 58/13                    | |         | 38354 DDB  |
| Bild gesucht BW                                                 | Wohnhaus                                                                          | Schwalbenthaler Straße 34 LageFlur: 14, Flurstück: 32/3                     | |         | 38355 DDB  |
| Direkt Bild zu diesem Denkmal hochladen                         | Parkanlage an den Seesteinen mit Gedenkstätte für die Gefallenen Forstmitarbeiter | Seesteinswand Flur: 25, Flurstück: 64                                       | |         | 955952 DDB |
| Wohnhaus                                                        | Wohnhaus                                                                          | Steingasse 10 LageFlur: 15, Flurstück: 14                                   | |         | 38356 DDB  |
| Wohnhaus                                                        | Wohnhaus                                                                          | Steingasse 20 LageFlur: 15, Flurstück: 25/4                                 | |         | 38357 DDB  |
| Direkt Bild zu diesem Denkmal hochladen                         | Wegweiser (Verkehrsmale)                                                          | Über dem Neuen Wege Flur: 1, Flurstück: 3/2                                 | |         | 39300 DDB  |
| Bild gesucht BW                                                 | Untermühle                                                                        | Untermühle 1 LageFlur: 7, Flurstück: 116/5                                  | |         | 38328 DDB  |
| Bild gesucht BW                                                 | Wohnhaus                                                                          | Wolfteröder Straße 1 LageFlur: 13, Flurstück: 59/2                          | |         | 38358 DDB  |

### Weidenhausen
| Bild                                                  | Bezeichnung                                           | Lage                                                                         | Beschreibung             | Bauzeit | Objekt-Nr. |
| ----------------------------------------------------- | ----------------------------------------------------- | ---------------------------------------------------------------------------- | ------------------------ | ------- | ---------- |
| Bild gesucht BW                                       | Gesamtanlage Weidenhausen                             | Ortslage, Gesamtanlage Lage                                                  |                          |         | 38360 DDB  |
| weitere Bilder                                        | Evangelische Kirche                                   | An der Post o. Nr. LageFlur: 5, Flurstück: 53/1                              |                          |         | 38362 DDB  |
| Bild gesucht BW                                       | Hofanlage                                             | An der Post 7/11 LageFlur: 6, Flurstück: 101/3, 101/4, 101/5                 |                          |         | 38363 DDB  |
| Bild gesucht BW                                       | Wohnhaus                                              | Chattenlohstraße 9/7, Chattenlohstraße LageFlur: 5, Flurstück: 188, 189, 190 |                          |         | 38365 DDB  |
| Bild gesucht BW                                       | Wohnhaus                                              | Chattenlohstraße 11 LageFlur: 5, Flurstück: 187                              |                          |         | 38366 DDB  |
| Bild gesucht BW                                       | Wohnhaus                                              | Chattenlohstraße 16 LageFlur: 5, Flurstück: 55/2                             |                          | 1758    | 38367 DDB  |
| Bild gesucht BW                                       | Wohnhaus                                              | Chattenlohstraße 33 LageFlur: 6, Flurstück: 184/2                            |                          |         | 38368 DDB  |
| Bild gesucht BW                                       | Gutshof Hupfeld                                       | Gut Weidenhausen 1 LageFlur: 5, Flurstück: 145/51                            |                          |         | 38370 DDB  |
| Wohnhaus                                              | Wohnhaus                                              | Hummersgasse 3 LageFlur: 6, Flurstück: 88/3                                  |                          |         | 38369 DDB  |
| Bild gesucht BW                                       | Wohnhaus                                              | Im Rothenbach 6 LageFlur: 5, Flurstück: 32                                   |                          | Um 1780 | 38371 DDB  |
| Bild gesucht BW                                       | Wohnhaus                                              | Im Rothenbach 10 LageFlur: 5, Flurstück: 28                                  |                          | Um 1800 | 38372 DDB  |
| Bild gesucht BW                                       | Wohnhaus                                              | Im Rothenbach 12 LageFlur: 5, Flurstück: 25/2                                |                          |         | 38373 DDB  |
| Bild gesucht BW                                       | Wohnhaus                                              | Im Rothenbach 14 LageFlur: 5, Flurstück: 22/1                                |                          |         | 38374 DDB  |
| Bild gesucht BW                                       | Wohnhaus                                              | Im Rothenbach 17 LageFlur: 6, Flurstück: 38/3                                |                          |         | 38377 DDB  |
| Bild gesucht BW                                       | Hofanlage                                             | Im Rothenbach 18 LageFlur: 5, Flurstück: 19                                  |                          |         | 38375 DDB  |
| Bild gesucht BW                                       | Streckhof                                             | Im Rothenbach 21 LageFlur: 6, Flurstück: 30                                  |                          | Um 1820 | 38376 DDB  |
| Bild gesucht BW                                       | Wohnhaus                                              | Im Rothenbach 22 LageFlur: 5, Flurstück: 8/1                                 |                          |         | 38378 DDB  |
| Bild gesucht BW                                       | Streckhof                                             | Im Rothenbach 24 LageFlur: 5, Flurstück: 3/11                                |                          |         | 38379 DDB  |
|                                                       |                                                       | Katzenloh LageFlur: 13, Flurstück: 44/18                                     | Ehemalige Gerichtsstätte |         | 38364 DDB  |
| Verbandswasserwerk                                    | Verbandswasserwerk                                    | Katzenloh LageFlur: 13, Flurstück: 44/18                                     |                          |         | 38361 DDB  |
| Bild gesucht BW                                       | Villa                                                 | Matzhöhlenweg 10 LageFlur: 5, Flurstück: 259/7                               |                          | Um 1900 | 38380 DDB  |
| Grabstelle der Familie Hupfeld auf dem ehem. Friedhof | Grabstelle der Familie Hupfeld auf dem ehem. Friedhof | Scheuereckengasse LageFlur: 6, Flurstück: 167/8                              |                          |         | 950283 DDB |
| Hofanlage                                             | Hofanlage                                             | Schulzengasse 5 LageFlur: 6, Flurstück: 131/1                                |                          |         | 38383 DDB  |
| Wohnhaus                                              | Wohnhaus                                              | Schulzengasse 8 LageFlur: 6, Flurstück: 145/2                                |                          | Um 1780 | 38381 DDB  |
| Hofanlage                                             | Hofanlage                                             | Schulzengasse 10/12 LageFlur: 6, Flurstück: 142, 143/1                       |                          |         | 38382 DDB  |

### Wellingerode
| Bild            | Bezeichnung               | Lage                                                  | Beschreibung                                 | Bauzeit                     | Objekt-Nr. |
| --------------- | ------------------------- | ----------------------------------------------------- | -------------------------------------------- | --------------------------- | ---------- |
| Bild gesucht BW | Gesamtanlage Wellingerode | Ortslage, Gesamtanlage Lage                           |                                              |                             | 38385 DDB  |
| Bild gesucht BW | Wohnhaus                  | Eschenweg 2 LageFlur: 3, Flurstück: 99/1              |                                              |                             | 38387 DDB  |
| Bild gesucht BW | Brücke                    | K 38 LageFlur: 1, Flurstück: 131/23                   | Einbogige Brücke im Höllental über die Berka |                             | 38386 DDB  |
| weitere Bilder  | Evangelische Kirche       | Walrodstraße o. Nr. LageFlur: 4, Flurstück: 36        |                                              | 1869                        | 38401 DDB  |
| Herrenhaus      | Herrenhaus                | Walrodstraße 3 LageFlur: 4, Flurstück: 2/1            |                                              |                             | 38388 DDB  |
| Wohnhaus        | Wohnhaus                  | Walrodstraße 6 LageFlur: 5, Flurstück: 83/11          |                                              | Um 1800                     | 38389 DDB  |
| Bild gesucht BW | Fachwerkwohnhaus          | Walrodstraße 9 LageFlur: 4, Flurstück: 13/5           |                                              |                             | 38390 DDB  |
| Bild gesucht BW | Wohnhaus                  | Walrodstraße 16 LageFlur: 3, Flurstück: 27/1          |                                              | 1769                        | 38391 DDB  |
| Bild gesucht BW | Wohnhaus                  | Walrodstraße 17 LageFlur: 4, Flurstück: 24/1          |                                              |                             | 38392 DDB  |
| Bild gesucht BW | Wohnhaus                  | Walrodstraße 21 LageFlur: 4, Flurstück: 33/3          |                                              | 1860                        | 38393 DDB  |
| Bild gesucht BW | Hofanlage                 | Walrodstraße 22 LageFlur: 3, Flurstück: 46/1          |                                              | 1771 Wohnhaus, 1769 Scheune | 38394 DDB  |
| Bild gesucht BW | Wohnhaus                  | Walrodstraße 23 LageFlur: 4, Flurstück: 34/1          |                                              | Um 1800                     | 38395 DDB  |
| Bild gesucht BW | Schulhaus                 | Walrodstraße 27 LageFlur: 4, Flurstück: 39/1          |                                              | 1908                        | 38396 DDB  |
| Bild gesucht BW | Wohnhaus                  | Walrodstraße 29 LageFlur: 4, Flurstück: 43/2          |                                              | Um 1780                     | 38397 DDB  |
| Bild gesucht BW | Wohnhaus                  | Walrodstraße 31/33 LageFlur: 4, Flurstück: 45/1, 46/1 |                                              | Um 1600                     | 38398 DDB  |
| Bild gesucht BW | Wohnhaus                  | Walrodstraße 32 LageFlur: 3, Flurstück: 68/1          |                                              |                             | 38399 DDB  |
| Bild gesucht BW | Wohnhaus                  | Walrodstraße 37 LageFlur: 4, Flurstück: 58/1          |                                              |                             | 38400 DDB  |

### Wolfterode
| Bild                           | Bezeichnung                    | Lage                                                               | Beschreibung | Bauzeit       | Objekt-Nr. |
| ------------------------------ | ------------------------------ | ------------------------------------------------------------------ | ------------ | ------------- | ---------- |
| Gesamtanlage Wolfterode        | Gesamtanlage Wolfterode        | Ortslage, Gesamtanlage Lage                                        |              |               | 38403 DDB  |
| weitere Bilder                 | Evangelische Kirche            | Bergstraße, Bergstraße 13 LageFlur: 5, Flurstück: 54/2, 56/2, 59/2 |              |               | 38407 DDB  |
| weitere Bilder                 | Hofanlage                      | Bergstraße 1 LageFlur: 5, Flurstück: 83/3                          |              | 1865 Wohnhaus | 38404 DDB  |
| weitere Bilder                 | Wohnhaus                       | Bergstraße 3 LageFlur: 5, Flurstück: 81/3                          |              | 1813          | 38405 DDB  |
| weitere Bilder                 | Wohnhaus                       | Bergstraße 13 LageFlur: 5, Flurstück: 59/2                         |              | Um 1780       | 38406 DDB  |
| Bild gesucht BW                | Wohnhaus                       | Berkatalstraße 3 LageFlur: 5, Flurstück: 137/6                     |              | Um 1780       | 38408 DDB  |
| Bild gesucht BW                | Wohnhaus                       | Berkatalstraße 5 LageFlur: 5, Flurstück: 134/4                     |              | 1769          | 38409 DDB  |
| Wohnhaus                       | Wohnhaus                       | Berkatalstraße 9 LageFlur: 5, Flurstück: 85/5                      |              | 1779          | 38410 DDB  |
| Wohnhaus, ehemalige Dorfschule | Wohnhaus, ehemalige Dorfschule | Berkatalstraße 12 LageFlur: 6, Flurstück: 29/3                     |              |               | 38411 DDB  |